# 飛航情報區

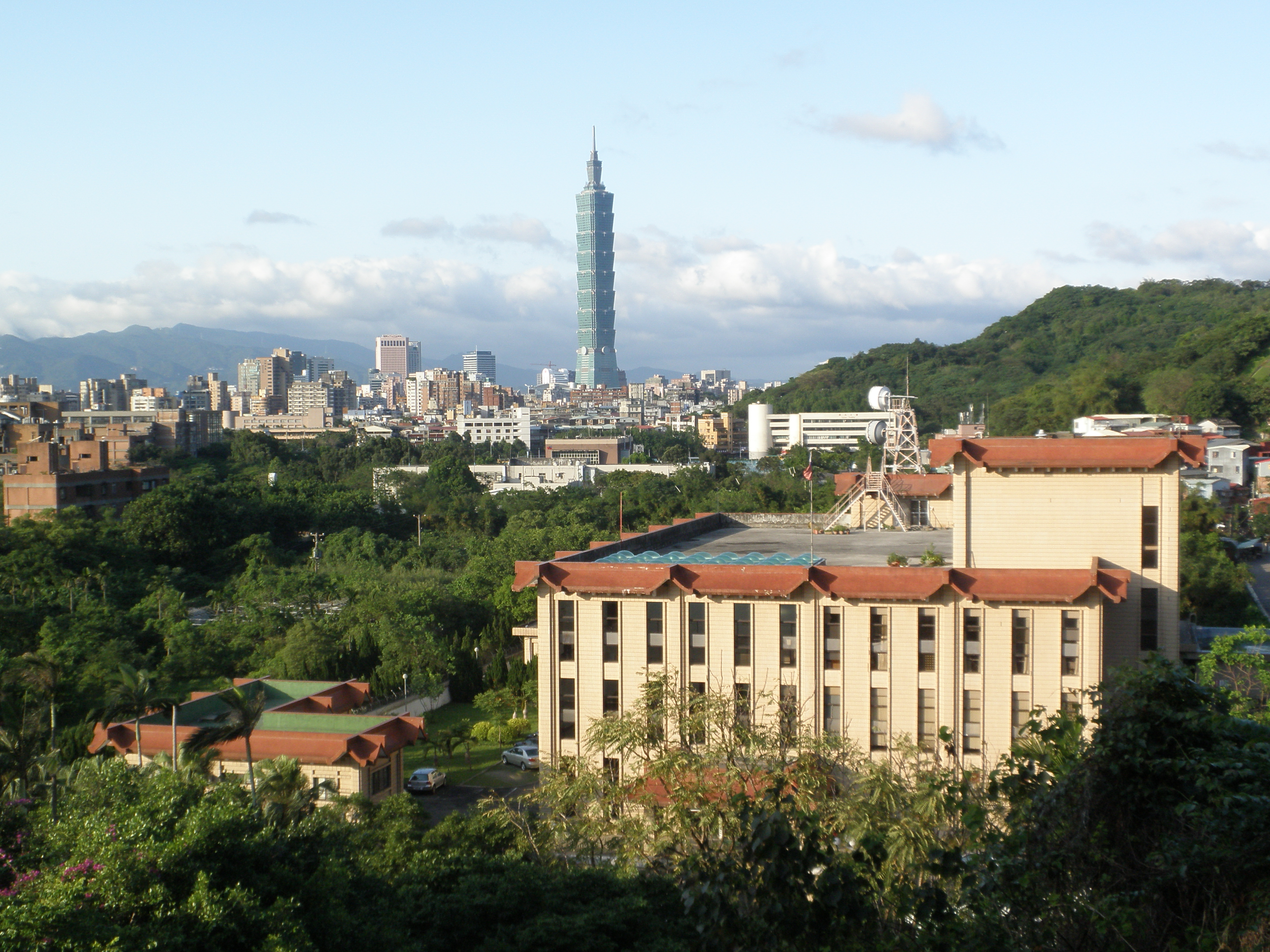
飛航服務總台‧台北飛航情報區舊址「翔安大樓」（近端）

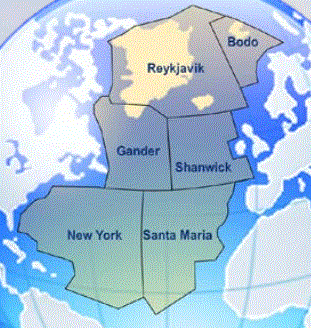
北大西洋飞行情报区地图

飛航情報區（英文：Flight Information Region，縮寫：FIR）是由國際民航組織所劃定，區分各國家在該區的航管及航空情報服務的責任區。範圍除了該國的領空外，通常還包括了鄰近的公海上方空域。與防空識別區不同的是，飛航情報區主要是以航管及飛航情報服務為主，有時因为特別的原因會切入鄰國領空。
飛航情報區的命名，並不以國家、省份名稱命名，而以該區的飛航情報區管制中心（區管中心）所在地或区管中心的名称為命名，例如管制香港及澳門空域的“香港飛航情報區”、管制兩廣地区空域的“廣州飛航情報區”、管制日本空域的“福岡飛航情報區”、管制臺灣的“臺北飛航情報區”等。亦有例外情况，如廈門管制區的管制中心設於廈門市，而廈門管制區却另由上海飛航情報區管理。

## 中華民國
- 台北飛航情報區（RCAA）
  - 海峽席
  - 北部席
  - 西部席
  - 南部席
  - 東部席

1953年1月，中華民國政府代表中国，以“观察员”身份重返国际民用航空组织。交通部民用航空局局长賴遜岩代表参加东南亚及太平洋空中航行第18届理事会。会议决议划定台北为国际空中飞行管制中心区之一。同年8月，正式命名为台北飛航情報區:149。
台灣觀點
東界：東經124度線、南界：北緯21度線、西界：東經117.5度線、北界：北緯29度線，大致形成一長方形，但東南缺了一角；最初与中華民國防空識別區范围相当，在1955年時與琉球空管（目前劃入福岡區）約定，东界由东经123度线扩至东经124度线至今。
包括台灣、澎湖、金門和馬祖，及中華民國政府目前並未實質治理的臺灣海峽中線以西的部份福建省、江西省、浙江省、广东省空域（此範圍內有有福州长乐国际机场及厦门高崎国际机场），還有東經123度至124度線間、日本防空識別區內的的釣魚台空域。
中國大陆觀點
中华人民共和国奉行一个中国原则，秉承不承认中华民国为国家的政治习惯。1975年，划定上海飞行情报区等8个飞行情报区。1984年，中国民航根据实际情况，将台北飞行管制区范围单独划分为飞行情报区，大体和上海飞行情报区沿臺灣海峽中線分管，自认为归属中华人民共和国。
實際現況
大致上為中國大陆觀點的範圍加上金門、馬祖航道。福州长乐国际机场、厦门高崎国际机场實際上還是由上海區管中心負責。
東經123度至124度線的日本防空識別區內有數個小型機場是由日本方面自行管理；台灣航機若因任務需要（包含民航管理需求）而進入此區，若無事先通報日本仍會受到航空自衛隊派出戰機进行拦截。
中华民国实控领土東沙群島的空域属香港飛航情報區管理、太平島的空域屬於馬尼拉飛航情報區管理。

## 中华人民共和国
1971年，国际民用航空组织承认中华人民共和国是代表中国的唯一合法政府，取消对中华民国的承认。1974年，中华人民共和国政府开始行使代表权。1975年7月，中华人民共和国国务院、中央军委下发《中国民航飞行情报区的划分方案》，将全国划为上海等8个飞行情报区。1984年，中国民航根据实际情况，将台北飞行管制区范围单独划分为飞行情报区。因此，名义上拥有了9个飞行情报区。
香港回归后的1999年，修订《中国民用航空空中交通管理规则》将全国划分为10个飞行情报区，将香港飛行情報區囊括在内。2000年起，开始筹建三亚飞行责任区，并与相邻的胡志明、河内、香港等管制中心，签订管制协调移交协议。2001年11月2日，启用三亚飞行责任区。2006年6月8日8时整，三亚飞行责任区转为三亚飞行情报区。

## 其他地区
以下列明其他的飞行情报区，每个飞行情报区设有一个区域管制中心。
- 阿克拉飞行情报区
- 亚的斯亚贝巴飞行情报区
- 艾克斯普罗旺斯飞行情报区
- 阿克套飞行情报区
- 阿克纠宾斯克飞行情报区
- 阿尔伯克基飞行情报区
- 阿尔及尔飞行情报区
- 阿拉木图飞行情报区
- Amazonica飞行情报区
- 安曼飞行情报区
- 阿姆斯特丹飞行情报区
- 安克雷奇飞行情报区
  - 安克雷奇北极管制区
  - 安克雷奇陆上管制区
  - 安克雷奇海上管制区
- 安卡拉飞行情报区
- 塔那那利佛飞行情报区
- 安托法加斯塔飞行情报区
- 阿什哈巴德飞行情报区
- 阿斯马拉飞行情报区
- 阿斯塔纳飞行情报区
- 亚松森飞行情报区
- 雅典飞行情报区
- 亚特兰大飞行情报区
- 大西洋飞行情报区
- 奥克兰海上飞行情报区
- 巴格达飞行情报区
- 巴林飞行情报区
- 巴库飞行情报区
- 曼谷飞行情报区
- 巴塞罗那飞行情报区
- 巴兰基利亚飞行情报区
- 贝拉飞行情报区
- 贝鲁特飞行情报区
- 贝尔格莱德飞行情报区
- 比什凯克飞行情报区
- 波德飞行情报区
- 波哥大飞行情报区
- 波尔多飞行情报区
- 波士顿飞行情报区
- 巴西利亚飞行情报区
- 布拉迪斯拉发飞行情报区
- 布拉柴维尔飞行情报区
- 不来梅飞行情报区
- 布列斯特飞行情报区
- 布林迪西飞行情报区
- 布里斯班飞行情报区
- 布鲁塞尔飞行情报区
- 布加勒斯特飞行情报区
- 布达佩斯飞行情报区
- 布琼布拉飞行情报区
- 开罗飞行情报区
- 加那利飞行情报区
- 开普敦飞行情报区
- 卡萨布兰卡飞行情报区
- 中美洲飞行情报区
- 钦奈飞行情报区
- 芝加哥飞行情报区
- 基希讷乌飞行情报区
- 克利夫兰飞行情报区
- 科伦坡飞行情报区
- 里瓦达维亚海军准将城飞行情报区
- 哥本哈根飞行情报区
- 科尔多瓦飞行情报区
- 库拉索飞行情报区
- 库里蒂巴飞行情报区
- 达喀尔飞行情报区，由非洲和马达加斯加航空安全局（英语：Agency for Aerial Navigation Safety in Africa and Madagascar）管理
  - 达喀尔海上管制区
- 大马士革飞行情报区
- 达累斯萨拉姆飞行情报区
- 达什奥古兹飞行情报区
- 德里飞行情报区
- 丹佛飞行情报区
- 达卡飞行情报区
- 第聂伯罗彼得罗夫斯克飞行情报区
- 杜尚别飞行情报区
- 复活节岛飞行情报区
- 埃德蒙顿飞行情报区
- 阿联酋飞行情报区
- 恩德培飞行情报区
- 埃塞萨飞行情报区
- 芬兰飞行情报区
- 沃思堡飞行情报区
- 福冈飞行情报区（RJJJ）
  - 札幌管制部
  - 東京管制部
  - 福岡管制部
  - 那霸管制部
- 东京地区控制中心
- 哈博罗内飞行情报区
- 甘德飞行情报区
  - 甘德海上管制区
- 日内瓦飞行情报区
- 乔治敦飞行情报区
- 瓜亚基尔飞行情报区
- 哈瓦那飞行情报区
- 河内飞行情报区（VVVV）
- 哈拉雷飞行情报区
- 胡志明市飞行情报区
- 霍尼亚拉飞行情报区
- 檀香山飞行情报区
- 休斯敦飞行情报区
  - 休斯敦海上管制区
- 仁川飞行情报区（RKRR）
- 印第安纳波利斯飞行情报区
- 伊尔库茨克飞行情报区
- 伊斯坦布尔飞行情报区
- 杰克逊维尔飞行情报区
- 雅加达飞行情报区
- 吉达飞行情报区
- 约翰内斯堡飞行情报区
  - 约翰内斯堡海上管制区
- 喀布尔飞行情报区
- 加里宁格勒飞行情报区
- 卡诺飞行情报区
- 堪萨斯城飞行情报区
- 卡拉奇飞行情报区
- 卡尔斯鲁厄飞行情报区
- 加德满都飞行情报区
- 哈巴罗夫斯克飞行情报区
- 喀土穆飞行情报区
- 基加利飞行情报区
- 金士顿飞行情报区
- 金沙萨飞行情报区
- 哥本哈根飞行情报区
- 加尔各答飞行情报区
- 哥打京那巴鲁飞行情报区
- 克拉斯诺亚尔斯克飞行情报区
- 吉隆坡飞行情报区
- 科威特飞行情报区
- 基辅飞行情报区
- 克孜勒奥尔达飞行情报区
- 拉巴斯飞行情报区
- 拉合尔飞行情报区
- 兰根飞行情报区
- 利隆圭飞行情报区
- 利马飞行情报区
- 里斯本飞行情报区
- 卢布尔雅那飞行情报区
- 伦敦飞行情报区
- 洛杉矶飞行情报区
- 罗安达飞行情报区
- 卢萨卡飞行情报区
- 来利沃夫飞行情报区
- 马斯特里赫特飞行情报区
- 马德里飞行情报区
- 马加丹海上飞行情报区
- 马加丹 / 索科尔飞行情报区
- 迈克蒂亚飞行情报区
- 马累飞行情报区
- 马耳他飞行情报区
- 马尼拉飞行情报区（RPHI）
- 马赛飞行情报区
- 毛里求斯飞行情报区
- 马萨特兰海上飞行情报区
- 墨尔本飞行情报区
- 孟菲斯飞行情报区
- 门多萨飞行情报区
- 墨西哥飞行情报区
- 迈阿密飞行情报区
  - 迈阿密海上管制区
- 米兰飞行情报区
- 明尼阿波利斯飞行情报区
- 明斯克飞行情报区
- 摩加迪沙飞行情报区
- 蒙克顿飞行情报区
- 蒙得维的亚飞行情报区
- 蒙特利尔飞行情报区
- 莫斯科飞行情报区
- 孟买飞行情报区
- 慕尼黑飞行情报区
- 摩尔曼斯克海上飞行情报区
- 马斯喀特
- 纳迪飞行情报区
- 内罗毕飞行情报区
- 拿骚飞行情报区
- 瑙鲁飞行情报区
- 恩贾梅纳飞行情报区，由非洲和马达加斯加航空安全局（英语：Agency for Aerial Navigation Safety in Africa and Madagascar）管理
- 纽约飞行情报区
  - 纽约海上管制区
- 新西兰飞行情报区
- 尼亚美飞行情报区，由非洲和马达加斯加航空安全局（英语：Agency for Aerial Navigation Safety in Africa and Madagascar）管理
- 尼科西亚飞行情报区
- Nil1，是加拉帕戈斯群岛以西太平洋不受控制的地区。
- Nil2，是斯瓦尔巴特群岛以东北冰洋的一个不受控制的地区。
- 挪威飞行情报区
- 新西伯利亚飞行情报区
- 努库斯飞行情报区
- 奥克兰飞行情报区
  - 奥克兰海上管制区
- 敖德萨飞行情报区
- 奥什飞行情报区
- 帕多瓦飞行情报区
- 巴拿马飞行情报区
- 帕拉马里博飞行情报区
- 巴黎飞行情报区
- 金边飞行情报区
- 帕拉马里博飞行情报区
- 莫尔斯比港飞行情报区
- 太子港飞行情报区
- 布拉格飞行情报区
- 蒙特港飞行情报区
- 蓬塔阿伦飞行情报区
- 蒙特港飞行情报区
- 蓬塔阿雷纳斯飞行情报区
- 平壤飞行情报区
- 累西腓飞行情报区
- 兰斯飞行情报区
- 雷西斯滕西亚飞行情报区
- 雷克雅未克飞行情报区
- 里加飞行情报区
- 罗伯茨飞行情报区
- 卡宴-罗尚博飞行情报区
- 罗马飞行情报区
- 顿河畔罗斯托夫飞行情报区
- 佛得角萨尔海岸飞行情报区
- 盐湖城飞行情报区
- 萨马拉飞行情报区
- 撒马尔罕飞行情报区
- 圣胡安飞行情报区
- 萨那飞行情报区
- 彼得堡飞行情报区
- 亚速尔群岛海上飞行情报区
- 圣地亚哥飞行情报区
- 圣多明各飞行情报区
- 萨拉热窝飞行情报区
- 苏格兰飞行情报区
- 西雅图飞行情报区
- 塞舌尔飞行情报区
- 香农飞行情报区
- Shanwick（英语：Shanwick）海上飞行情报区
- 奇姆肯特飞行情报区
- 辛菲罗波尔飞行情报区
- 新加坡飞行情报区
- 苏菲亚飞行情报区
- Sondrestrom飞行情报区
- 瑞典飞行情报区
- 大溪地飞行情报区
- 塔林飞行情报区
- 塔什干飞行情报区
- 第比利斯飞行情报区
- 德黑兰飞行情报区
- 特拉维夫飞行情报区
- 地拉那飞行情报区
- 多伦多飞行情报区
- 的黎波里飞行情报区
- 突尼斯飞行情报区
- 土库曼斯坦飞行情报区
- 秋明 / 玫瑰芝国际机场飞行情报区
- 乌戎潘当飞行情报区
- 乌兰巴托飞行情报区
- 温哥华飞行情报区
- 万象飞行情报区
- 维尔纽斯飞行情报区
- 华沙飞行情报区
- 华盛顿飞行情报区
- 维也纳飞行情报区
- 温得和克飞行情报区
- 温尼伯飞行情报区
- 雅库茨克飞行情报区
- 仰光飞行情报区
- 叶卡捷琳堡飞行情报区
- 叶里温 / 兹瓦尔特诺茨国际机场飞行情报区
- 萨格勒布飞行情报区
- 苏黎世飞行情报区

## 无线电频率与呼号
- 香港飛航情報區無線電頻率與呼號
- 台北飛航情報區無線電頻率與呼號

## 外部連結
- 中華民國行政院交通部民用航空局飛航服務總台 （页面存档备份，存于）
- 中国大陆飞行情报区